# Tsalkoti
Tsalkoti (Georgisch: წალკოტი) of ook wel Lapstarcha (Abchazisch: Лаԥсҭарха; Georgisch: ლაფსთარხა; Russisch: Лапстарха) is een dorp in de Georgische autonome en feitelijk afgescheiden republiek Abchazië, gelegen in het district Gagra. Het dorp ligt enkele kilometers van Leselidze en Gantiadi op enkele kilometers van de Zwarte Zee.

## Toponiem
Het Georgische toponiem Tsalkoti betekent "mooie bloementuin". De (oorspronkelijke) Abchazische naam Lapstarcha is afgeleid van de beek die langs het dorp stroomt, de Lapsta, en betekent "vallei van de Lapsta".

## Geschiedenis
Tsalkoti is een dorp in het voorgebergte van het Gagragebergte op enkele kilometers van de Zwarte Zee, aan de oever van de rivier Lapsta/i. In de 19e eeuw lag op deze plek de nederzetting Lapstaarcha (Georgisch: ლაფსთაარხა). De oorspronkelijke bevolking werd net als elders in Abchazië na het einde van de Kaukasusoorlog en de Russische annexatie van het Vorstendom Abchazië in 1864 gedeporteerd naar het Ottomaanse Rijk.
Aan het einde van de 19e eeuw werd hier vervolgens door kolonisten het dorp Baranovo gesticht (Russisch: Бараново, Georgisch: ბარანოვო). In 1930 werd de nederzetting opgenomen in de Pilenkovo-gemeenschap (het tegenwoordige Gantiadi), maar werd later onderdeel van de Cheivni dorpsgemeenschap. In 1948 werd de naam veranderd in het Georgische Tsalkoti. Na de oorlog van 1992-1993 noemden de Abchazische mensen het Lapstarkha (Лапстарха). Leselidze is het centrum van de dorpsgemeenschap waar ook Salme en Soelevo onder vallen.
In 1992 veranderden de Abchazische separatisten de naam van Tsalkoti in Lapstarcha, naar de oorspronkelijke naam van de plek, en werd het dorp administratief ingedeeld bij Gantiadi. De Georgische autoriteiten bleven ook na 1992 de naam Tsalkoti gebruiken.

## Demografie
Volgens de Sovjet-volkstelling van 1989 woonden er 724 mensen in Tslakoti. Hiervan was 54% Armeens en 38% Georgisch. Van latere jaren zijn geen aparte demografische kenmerken op dorpsniveau bekend.